# 힐미르 스나에르 구오나손
힐미르 스나에르 구오나손(Hilmir Snær Guðnason, 1969년 1월 24일~)은 아이슬란드의 배우이다.
레이캬비크에서 태어났다.

## 영화
- 화이트 화이트 데이(2019년) - 올게이르 역
- 크룰티(2016년)
- 인 프론트 오브 아더스(2015년)
- 시크릿 앤 라이즈(2012년)
- 폴라이트 피플(2011년)
- 로클랜드(2011년)
- 마마 고고(2010년)
- 스토라 플라니드(2008년)
- 백야의 결혼식(2008년)
- 콜드 트레일(2006년)
- 가이 X(2005년)
- 피스 앳 5:30(2004년)
- 블루프린트(2003년)
- 성난 바다(2002년)
- 갈매기의 웃음 (2001, Mávahlátur)
- 버림받은 천사들(2000년)
- 레이캬비크(2000년)
- 위치크래프트(아이슬란드어판)(2000년)
- 아그네스의 원죄(1995년)